# Шпаковський проїзд
Шпаковський проїзд — проїзд в Богунському районі Житомира, на Корбутівці.

## Історія
До 19 лютого 2016 року мав назву проїзд Цюрупи. Відповідно до розпорядження Житомирського міського голови від 19 лютого 2016 року № 112 «Про перейменування топонімічних об'єктів та демонтаж пам'ятних знаків у м. Житомирі», перейменований на Шпаковський проїзд.
Годонімові повернуто історичну назву — на честь власника колишнього хутора, що знаходився на цьому місці, предка Шпаковських, що раніше чумакував.
Проїзд активно забудовується: одна з останніх новобудов — житловий комплекс «Перлини Корбутівки», в процесі підготовки до будівництва ділянки за адресами Шпаковський проїзд, 12/1, 25, 27, 29.